# Chlorochaeta rhodonia
Chlorochaeta rhodonia är en fjärilsart som beskrevs av Louis Beethoven Prout 1913. Chlorochaeta rhodonia ingår i släktet Chlorochaeta och familjen mätare. Inga underarter finns listade i Catalogue of Life.